# Lưu Phụ (Trung Sơn vương)
Lưu Phụ (chữ Hán: 刘輔, ? - 86 TCN), tức Trung Sơn Khoảnh vương (中山頃王), là chư hầu vương thứ tư của nước Trung Sơn, chư hầu nhà Hán trong lịch sử Trung Quốc.
Lưu Phụ là con trai của Trung Sơn Khang vương Lưu Côn Xỉ, vương chư hầu thứ ba ở nước Trung Sơn thời Hán. Năm 89 TCN, Lưu Côn Xỉ, Lưu Phụ lên nối tước Trung Sơn vương.
Hán thư không cho biết gì về những việc làm của ông lúc sinh tiền cũng như lúc làm vua Trung Sơn.
Năm 86 TCN, Lưu Phụ qua đời, giữ tước Trung Sơn vương được 4 năm. Con ông là Lưu Phúc kế vị, tức Trung Sơn Hiến vương.